# حشرة قشرية حمراء
الحشرة القشرية الحمراء أو قشرية كاليفورنيا الحمراء (الاسم العلمي: Aonidiella aurantii) وتعرف أيضاً بحشرة كاليفورنيا القشرية الحمراء، هي نوع من الحشرات يتبع جنس حشرات قشرية من فصيلة حشرات قشرية مسلحة، عُثر عليها لأول مرة في كاليفورنيا بين عامي 1868 و1875.